# Waldemar Turski
Waldemar Andrzej Turski (ur. 20 marca 1957 w Opolu Lubelskim) – polski lekarz, farmakolog, profesor nauk medycznych, wykładowca Uniwersytetu Medycznego w Lublinie. 

## Życiorys
W 1981 ukończył studia na Wydziale Lekarskim Akademii Medycznej w Lublinie. Pracę doktorską Otrzepywanie wywołane podaniem betanecholu do hipokampa - rola układu GABA-ergicznego obronił pod kierunkiem prof. Zdzisława Kleinroka.  Habilitował się na podstawie rozprawy Działanie aminokwasów pobudzających na komórki nerowe jądra ogoniastego kota in vivo i rdzeń kręgowy żaby in vitro. W 2005 roku znajdował się wśród dziesiątki najmłodszych profesorów w Polsce. Wypromował 11 doktorów. Jest członkiem Komitetu Neurobiologii PAN.

## Działalność naukowa
Jest współtwórcą modelu padaczkowego używanego w badaniach na całym świecie, prowadzi badania nad znaczeniem kwasu kynureninowego, metabolitu tryptofanu  Wszedł na listę osób posiadających najwyższe wskaźniki wśród farmakologów aktualnie zatrudnionych w Polsce. 

## Nagrody i odznaczenia[4]
- Nagroda zespołowa „MichaelPreis 1985/86” za badania nad padaczką
- Nagrodę Prezesa Rady Ministrów za wybitne osiągnięcie naukowe (1995)
- Zespołowa Nagroda Wydziału Nauk Medycznych Polskiej Akademii Nauk (1984, 1998)
- Stypendium Fundacji Nauki Polskiej „Mistrz” (2008)
- Brązowy Krzyż Zasługi RP (2013)